# Ебрінген
Ебрінген (нім. Ebringen) — громада в Німеччині, знаходиться в землі Баден-Вюртемберг. Підпорядковується адміністративному округу Фрайбург. Входить до складу району Брайсгау-Верхній Шварцвальд.
Площа — 8,18 км2. Населення становить 2901 ос. (станом на 31 грудня 2020).